# Sardische Megarontempel

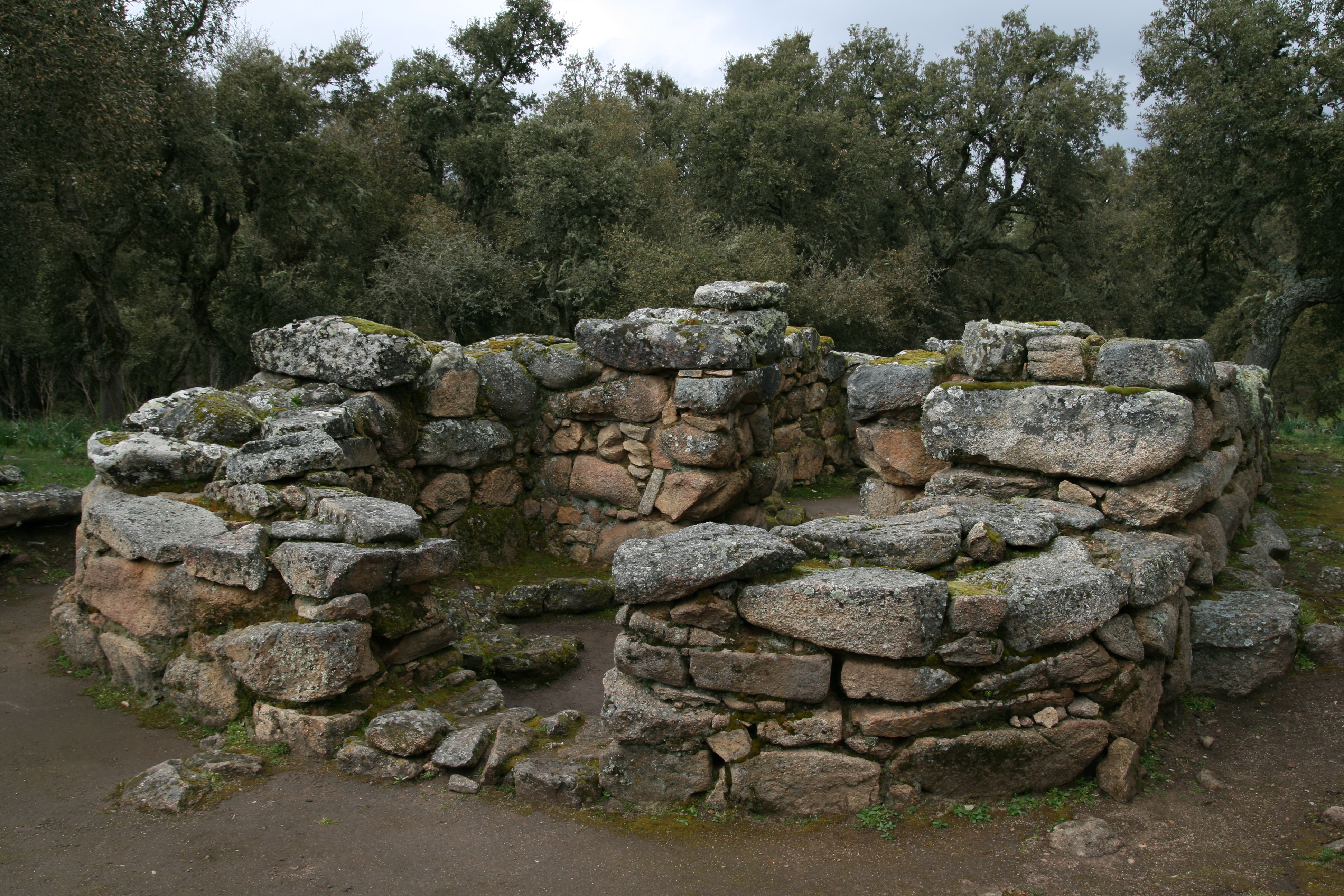
Megerontempel von Su Romanzesu

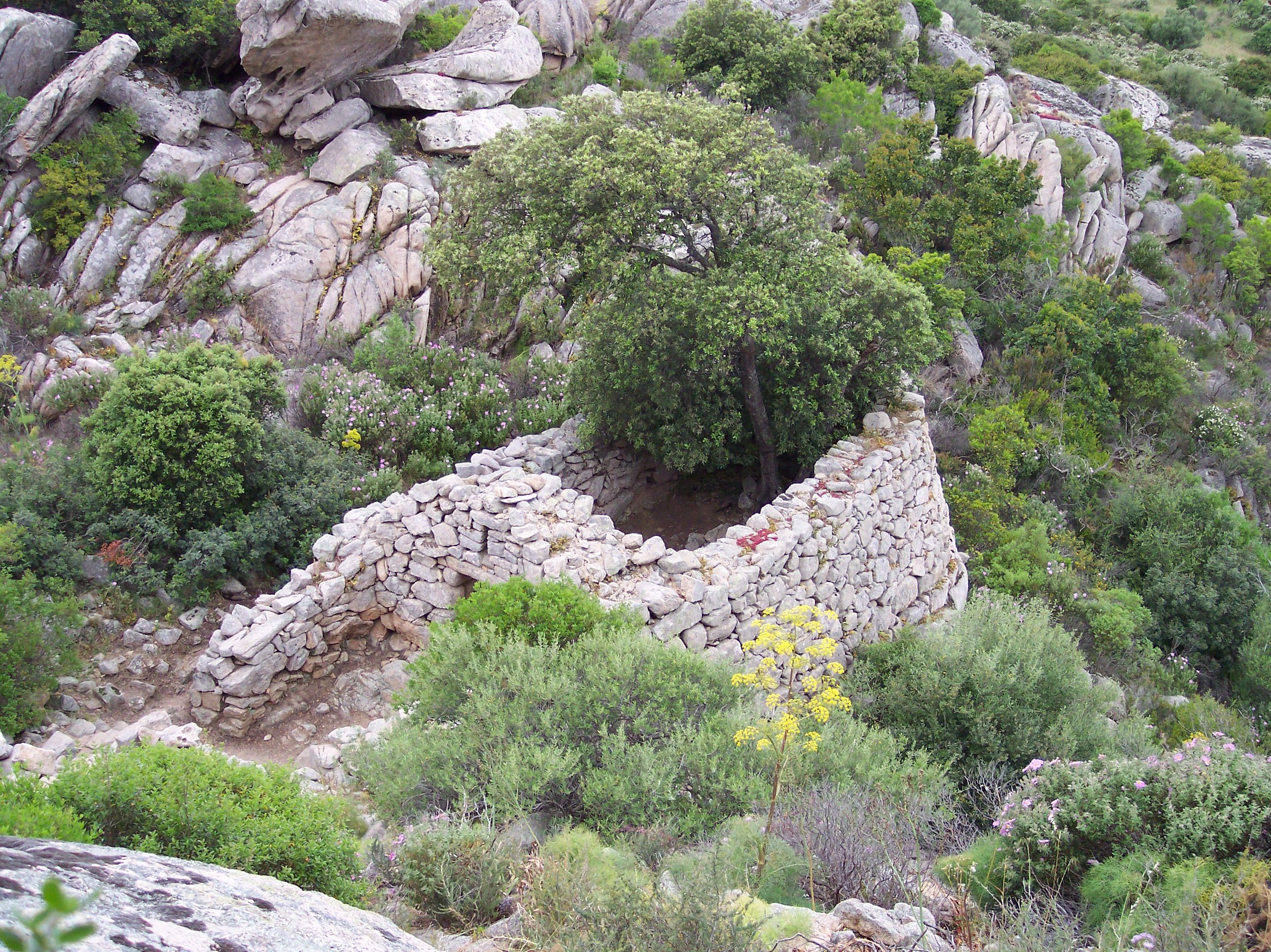
Malchittu – der einzige mit einer Apsis

Sardische Megarontempel (oft ohne echte Vorhalle) sind religiöse Bauwerke, die aus der Endphase der Nuraghenkultur auf Sardinien stammen. Sie sind daher weit weniger verbreitet als Brunnenheiligtümer und Quellen.

## Beschreibung
In den Provinzen Sassari und hauptsächlich Nuoro trifft man die 20 bisher entdeckten, zumeist rechteckigen Strukturen, die im Inneren nur zum Teil in Räume aufgeteilt sind, entweder isoliert, bei Brunnenheiligtümern oder innerhalb von Nuraghensiedlungen. Dies zeigt eine isolierte Entwicklung auf der ansonsten architektonisch weitgehend einheitlichen Insel an. Charakteristisch für die Bauweise ist eine Verlängerung der seitlichen Mauern an der Vorderseite (seltener auch an der Rückseite Astylos). 
Einzig ist der Fall des Heiligtums von Su Romanzesu bei Bitti in der Provinz Nuoro, wo sich außer einer besonderen heiligen Quelle neben einer Art kleinem Amphitheater gleich drei Megarontempel finden. In Serra Orrios stehen ein kleiner und ein großer Megarontempel.

## Megarontempel

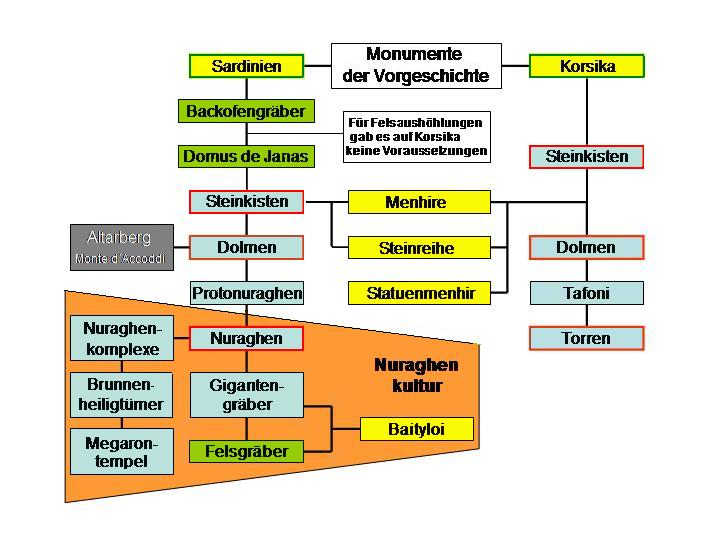
Typen sardischer Monument

- Dòmu d’Urxia, auch Domu de Orgia - Esterzili (CA)
- Gremonu, Fonni (NU)
- Malchittu, Arzachena (OT) isoliert und mit Apsis
- Sa Carcaredda, Villagrande Strisaili (OG) mit runder Zelle
- Serra Orrios A + B, Dorgali (NU);
- Sos Nurattolos, Alà dei Sardi (OT)
- Su Romanzesu, Bitti (NU).
- S’Arcu e is Forros, Villanova Strisaili (NU)